# Franciszek Mirandola
Franciszek Mirandola, nato Franciszek Czcisław Pik (Krosno, 13 luglio 1871 – Cracovia, 3 giugno 1930), è stato uno scrittore, poeta e traduttore polacco, appartenente al movimento artistico della Giovane Polonia.
Fu uno dei primi scrittori di fantascienza e di letteratura dell'orrore.

## Biografia
Figlio del farmacista Wojciech Pik (che fu anche sindaco di Krosno) e Maria Stacherska, si laureò in farmacia presso l'Università Jagellonica di Cracovia. Nonostante le difficoltà finanziarie che costrinsero il poeta a tornare alla gestione delle farmacie (a Krosno, Stryj e Bukowsko), ostinatamente tornò di tanto in tanto a Cracovia per studiare e prendere parte a viaggi letterari e scientifici che lo condussero a studiare filosofia a Heidelberg, oltre che a Berlino e Parigi.
La somiglianza del proprio cognome (Pik) con quello del filosofo rinascimentale Giovanni Pico della Mirandola gli suggerì di adottare lo pseudonimo letterario di Franciszek Mirandola. Scrisse circa 200 opere letterarie di prosa in lingua italiana, francese, inglese, tedesca e scandinava. Pubblicato inoltre alcune traduzioni di poesie, tra cui quelle di Novalis e Laforgue.
L'esordio poetico di Mirandola fu pubblicato a Cracovia nel 1898, con una raccolta di poesie intitolata Liber tristium, per sottolineare l'atmosfera tipica del movimento artistico della Giovane Polonia. Nel 1901 pubblicò un altro volume dal titolo Liryki (Poesie). 
Gran parte della poesia di Mirandola è costituita da opere ispirate alla politica di sinistra, ma non è mai stata raccolta in un'unica opera: si tratta di un insieme di canzoni rivoluzionarie, associate al movimento dei lavoratori polacchi. Mirandola entrò in contatto con il movimento socialista universitario e successivamente aderì al Partito Socialista Polacco (PPS). FU tra i redattori della rivista settimanale Naprzód (Avanti)  e collaborò con altre pubblicazioni socialiste e di sinistra, tra cui: Ogniwo, Robotnik warszawski (operai di Varsavia), Prawo Ludu (Persone giuste), Promień lwowski. Per la biblioteca Latarni pubblicò il libretto Sztuka a lud.
Durante la prima guerra mondiale, Mirandola rimase nella sua casa della Galizia orientale, dove scrisse racconti pubblicati in riviste varie e poi raccolti nel volume Tempore belli nel 1916. Nel 1919 uscì una nuova raccolta intitolata Tropy (Indizi). 
Gli ultimi anni della sua vita non furono felici per la sua produzione letteraria. Tradusse una serie di opere scritte da vincitori del premio Nobel per conto della casa editrice Wagner di Poznań, oltre che opere rinascimentali. Si interessò ai primi esperimenti di cinematografia, scrivendo sceneggiature e testi per presentazioni di diapositive. Nonostante le diverse attività, visse in povertà e fu dimenticato. Fu attaccato da una lettera che lo accusava di aver fatto traduzioni filologiche impreciseotto. Anche per questo, cadde nell'abuso di alcol e crollò psicologicamente dopo la morte del caro amico scrittore Władysław Orkan, avvenuta nel maggio 1930. Dopo pochi giorni morì nell'appartamento di viale Felicjanek, appena prima che fosse eseguito lo sfratto a causa dell'affitto non pagato.

## Opere
La poesia di Mirandola abbracciava tendenze dell'impressionismo e del parnassianesimo: erano per lo più piccoli pezzi commemorativi o occasionali, scritti con abilità ed efficienza formale. La tematica di tali poesie, tuttavia, era secondaria rispetto ai soggetti prevalenti e tipici del movimento letterario della Giovane Polonia.
Grande valore narrativo, invece, si ritrova nei racconti fantascientifici di Mirandola raccolti nel libro Tropy del 1919: la prosa utilizzata è considerata come l'inizio dell'espressionismo letterario polacco, anche se Mirandola compose pure altre opere con elementi tipici del simbolismo, grottesco, fiaba, onirismo e horror. La tematica di Tropy è precursore del surrealismo.
Per la creazione degli strani strano mondi raccontati dalla prosa di Mirandola ebbe grande influenza la conoscenza della filosofia orientale, gli scritti di Nietzsche e le terorie psicoanalitiche di Jung. I Tropy di Mirandola sono stati di ispirazione per la letteratura perturbante di diversi scrittori polacchi, tra cui Bogusław Adamowicz, Antoni Lange, Stanisław Baliński e Stefan Grabiński.

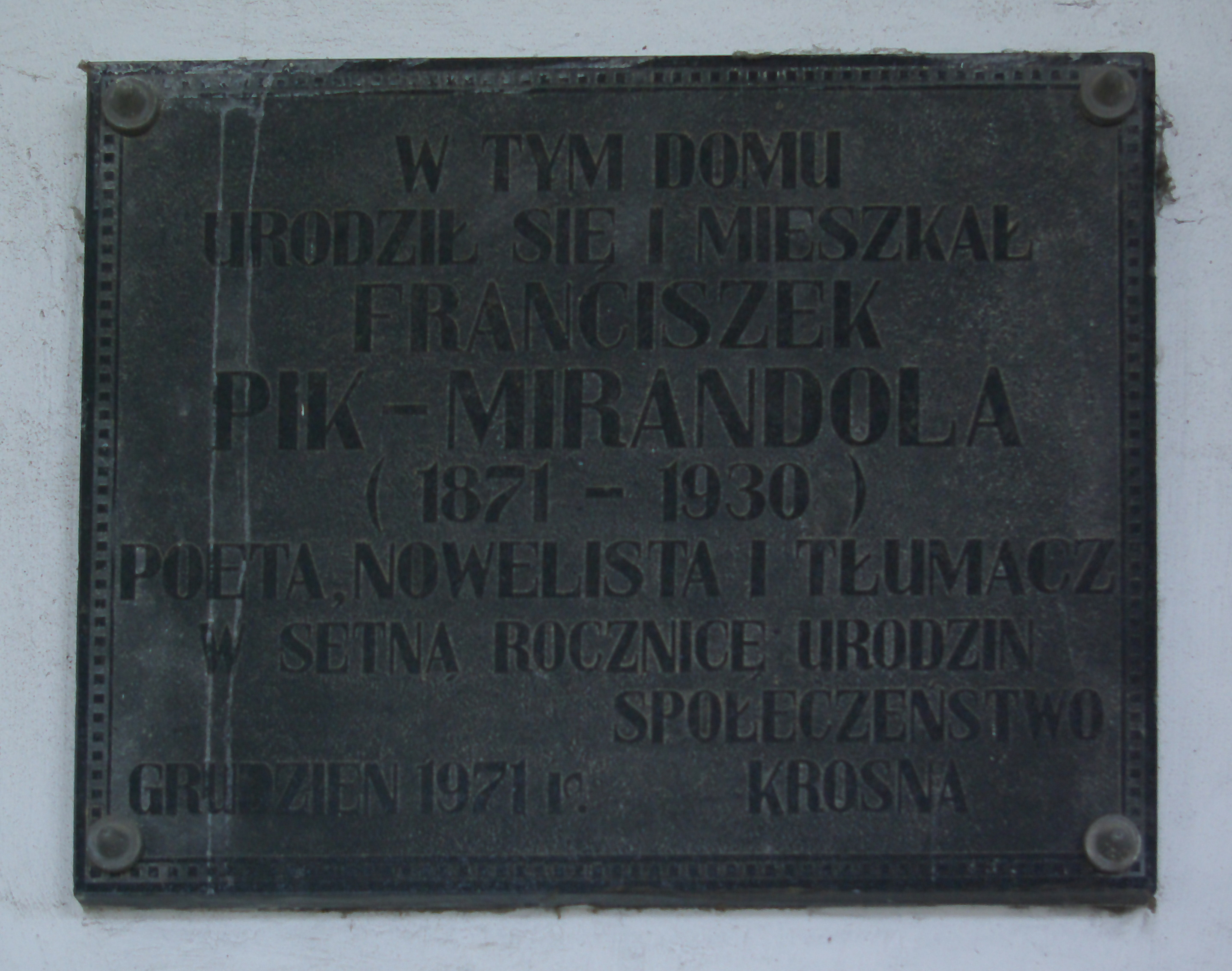
Lapide commemorativa della nascita di Franciszek Mirandola, nella casa di famiglia a Krosno

## Traduzioni
- Johann Wolfgang Goethe, I dolori del giovane Werter
- Romain Rolland Colas Breugnon; Anima incantata
- Björnstjerne Björnson Dziewczę ze Słonecznego Wzgórza, Marsz weselny
- Fryderyk Schiller, La Pulzella d'Orléans
- Rudyard Kipling, Il libro della giungla
- Emil Zola Germinal
- Maurice Maeterlinck Życie pszczół
- Knut Hamsun Głód, Misteria
- Selma Lagerlöf Gösta Berling
- Johanna Spyri Heidi
- opere varie di Baudelaire, Mallarmégo, Verlaine, France, Tagorego, Novalisa, Defoe

## Ricordo
Sulla facciata del palazzo di famiglia (al civico 8 di piazza del Mercato, a Krosno), già acquisita nel 1867 dal chimico Wojciech Pik e luogo di nascita del figlio Franciszek, è stata installata una lapide commemorativa nel dicembre 1971, in occasione del centenario della nascita dello scrittore.
Il 12 maggio 2015 è stata dedicata all'artista la biblioteca della scuola superiore professionale di Krosno.